# Роздольє (Краснокамський район)
Роздо́льє (рос. Раздолье, башк. Раздолье) — присілок у складі Краснокамського району Башкортостану, Росія. Адміністративний центр Роздольєвської сільської ради.
Населення — 1084 особи (2010; 786 у 2002).
Національний склад:
- росіяни — 35 %
- башкири — 29 %